# Globo Futebol Clube
O Globo Futebol Clube é um clube brasileiro de futebol, sediado na cidade de Ceará-Mirim, no estado do Rio Grande do Norte e suas cores são o amarelo, vermelho, preto. Após um jogo contra o Internacional na Copa do Brasil de 2022, o clube ganhou projeção nacional. Apesar do nome, o clube não tem nenhuma ligação com o extinto Globo SC da cidade de Natal.

## Histórico
Criado em 18 de outubro de 2012 e oficializado pela Federação Norte-rio-grandense de Futebol em 22 de março de 2013, o Globo foi fundado pelo empresário Marconi Barretto, que era um grande fã do também empresário Roberto Marinho, fundador da maior emissora do país, a TV Globo, com isso o clube foi batizado com o nome homônimo da emissora Carioca.
O complexo esportivo da "águia", como é conhecido o Globo, foi construído na cidade de Ceará-Mirim, a 30 quilômetros de Natal, às margens da BR-406. O clube é proprietário do Estádio Manoel Dantas Barreto, o Barretão, que foi construído em apenas sete meses, e tem capacidade para 10 mil espectadores.
As cores do time são uma homenagem à Alemanha e a inspiração para o nome do clube surgiu da admiração do presidente pelo jornalista Roberto Marinho, fundador da TV Globo.
Em setembro de 2013, com apenas um ano de fundação, o time conquistou o título da segunda divisão do Campeonato Potiguar de 2013. Em 2014, foi campeão da Copa FNF, e ganhou uma vaga na Copa do Brasil de 2015. No mesmo ano, o Globo foi campeão do primeiro turno do Campeonato Potiguar, a Copa Rio Grande do Norte. A conquista veio após a vitória por 1 a 0 diante do Potiguar de Mossoró, gol marcado por Ricardo Lopes. Com isso, o Globo se classificou para a Copa do Nordeste de 2015, e também por ter sido o melhor classificado no Campeonato Potiguar ganhou uma vaga na Série D de 2014.
Disputou a Série D até 2017, quando conquistou o acesso a Série C. O acesso veio nos pênaltis na partida contra o URT. Na final da Série D 2017, o Globo enfrentou o Operário-PR. Na primeira partida foi goleado por 5 a 0 pelo time paranaense e na partida de volta, a Águia de Ceará-Mirim ganhou de 1 a 0 em pleno Estádio Germano Krüger, mas não foi suficiente para reverter a desvantagem do primeiro jogo e se tornou vice-campeão brasileiro daquele ano.
Em 2018 na Série C, O empate na última rodada com o Confiança, livrou o Globo do rebaixamento. O time ficou em 8º com 22 pontos.
Em um campeonato de altos e baixos pelo Brasileirão Série C 2019, O Globo foi rebaixado na última rodada ao perder para o já rebaixado ABC em casa por 2 a 0.
Na temporada de 2021, após uma campanha histórica no Campeonato Potiguar, o Globo conquistou seu primeiro título estadual da primeira divisão ao vencer o ABC por 3 a 2 no agregado. O feito marcou a conquista do título inédito a Águia e interrompeu a hegemonia dos times da capital após sete anos.
Na Copa do Brasil de 2022, o clube faz história ao eliminar, por 2 a 0, o Internacional, conseguindo avançar à segunda fase pela primeira vez em sua história. Na segunda fase, enfrentou o Brasiliense, onde acabou empatando em 1 a 1 no tempo normal, mas foi derrotado por 4 a 1 na disputa de pênaltis, encerrando sua participação na competição.

## Títulos e destaques
| ESTADUAIS | ESTADUAIS                        | ESTADUAIS | ESTADUAIS  |
|           | Competição                       | Títulos   | Temporadas |
| --------- | -------------------------------- | --------- | ---------- |
|           | Campeonato Potiguar              | 1         | 2021       |
|           | Campeonato Potiguar - 2ª Divisão | 1         | 2013       |
|           | Copa RN                          | 1         | 2014       |

 Campeão Invicto
| DESTAQUES           | DESTAQUES                                       | DESTAQUES | DESTAQUES   |
|                     | Competição                                      | Vezes     | Temporadas  |
| ------------------- | ----------------------------------------------- | --------- | ----------- |
| Brasil              | Vice-campeão do Campeonato Brasileiro - Série D | 1         | 2017        |
| Rio Grande do Norte | Vice-campeão do Campeonato Potiguar             | 2         | 2014 e 2017 |

### Campanhas de Destaque
- 3º Colocado no Campeonato Potiguar: 2015 e 2016
- Vice-campeão na Copa Cidade do Natal: 2016

## Modernização do escudo
Em dezembro de 2019, o Globo anunciou a mudança do seu escudo. Seguindo o exemplo do Athletico Paranaense, o clube de Ceará-Mirim modernizou o seu escudo, criando uma nova imagem para a Águia.

## Participações na Copa do Nordeste
O clube participou das edições da Copa do Nordeste de 2015 e de 2018 pelo fato de ter sido vice-campeão potiguar nos anos anteriores. Em 2021, disputou a fase preliminar da competição, onde acabou sendo eliminado pelo Altos. Em 2022, após conquistar o Campeonato Potiguar de 2021, voltou a disputar a competição depois de 4 anos.

### Sub-20
Em 2020, o Globo participou da Copa do Nordeste Sub-20 após derrotar o América de Natal na fase preliminar.

## Participações na Copa do Brasil
O Globo fez história na competição ao vencer o Internacional no Barretão por 2 a 0, garantindo pela primeira vez, uma vaga na segunda fase da Copa do Brasil de 2022.

## Estatísticas

### Participações
|  | Participações em 2026 |

| Competição          | Competição          | Temporadas | Melhor campanha     | Estreia | Última | P | R |
| Rio Grande do Norte | Campeonato Potiguar | 13         | Campeão (2021)      | 2014    | 2026   |   | – |
| Rio Grande do Norte | 2ª Divisão          | 1          | Campeão (2013)      | 2013    | 2013   | 1 |   |
|                     | Copa do Nordeste    | 4          | Grupos (3 vezes)    | 2015    | 2022   |   |   |
| Brasil              | Série C             | 2          | 14º colocado (2018) | 2018    | 2019   | – | 1 |
| Brasil              | Série D             | 7          | Vice-campeão (2017) | 2014    | 2023   | 1 |   |
| Brasil              | Copa do Brasil      | 5          | 2ª fase (2022)      | 2015    | 2022   |   |   |

## Ranking da CBF
- Posição: 82º
- Pontuação: 933 pontos[17]

Ranking criado pela Confederação Brasileira de Futebol para pontuar todos os clubes do Brasil.